# 討吉利
討吉利是透過做民間習俗的吉祥事、或重現過去曾經得到好結果的行為，以求得好兆頭。
- 壓歲錢：農曆過年長輩給晚輩紅包。
- 過年包水餃，討個金元寶。
- 閏月嫁出去的女兒要買豬腳給娘家父母[1]。
- 哭嫁[2]。